# Jan Michael Sprenger
Jan Michael Sprenger (Colonia (Germania), 26 novembre 1982) è uno scacchista, compositore di scacchi e filosofo tedesco.

## Carriera scacchistica agonistica
Sprenger ha ottenuto il titolo di Maestro Internazionale nel 2001 e quello di Grande maestro nel 2018.
A marzo 2023 risultava il numero 55 tra i giocatori tedeschi nel ranking FIDE.
Gioca nella Bundesliga scacchistica tedesca per il club Schachfreunde Berlin e scrive regolarmente articoli su temi legati agli scacchi.

## Carriera scacchistica compositiva
Dal 2020 si dedica alla composizione di studi di scacchi, con una predilezione per lo stile classico: posizioni eleganti, idee logicamente strutturate e soluzioni chiare.
Nel Campionato mondiale di composizione scacchistica 2019–2021 si è classificato al 17º posto. Nella successiva edizione 2022–2024 ha raggiunto il 6º posto, confermando la sua crescita nel campo della composizione.
Nel 2023 gli è stato conferito il titolo di Maestro FIDE per la composizione scacchistica dalla World Federation for Chess Composition (WFCC).

## Carriera accademica
Sprenger ha conseguito il dottorato in Filosofia nel 2008 presso l'Università di Bonn, specializzandosi in filosofia della scienza. In seguito ha lavorato all'Università di Tilburg, dove è diventato professore nel 2014. Dal 2017 è professore di Filosofia presso l'Università di Torino.
Parla fluentemente tedesco, inglese e italiano.

## Pubblicazioni
- 2019 – Bayesian Philosophy of Science (con Stephan Hartmann), Oxford University Press.[8]